# Augustyn Jędrzejczyk
Augustyn Jędrzejczyk (właściwie Ludwik Jędrzejczyk; ur. 7 sierpnia 1865 w Ciężkowiczkach, zm. 11 maja 1952 w Częstochowie) – paulin, wikariusz generalny zakonu, przeor klasztoru na Skałce, malarz.

## Życiorys
Urodził się jako Ludwik Jędrzejczyk w Ciężkowiczkach koło Radomska, ochrzczony w kościele parafialnym w Maluszynie. Był synem Józefa i Eleonory z Majewskich. Mając 13 lat wyjechał do Częstochowy w celu pobierania nauki. Kształcił się między innym w zakresie sztuki malarskiej, w Częstochowie u malarza Skowrońskiego, a w 1888 przez pół roku w Warszawie u Ludwika Lorentza. Po powrocie do Częstochowy 4 marca 1892 zdał egzamin maturalny, a 3 września 1892 został przyjęty do klasztoru jasnogórskiego, gdzie otrzymał imię zakonne Augustyn.
Śluby zakonne proste złożył 11 października 1893, a 4 marca 1894 biskup Franciszek Symon udzielił mu tzw. święceń niższych. W 1895 wyjechał na studia do seminarium we Włocławku. 24 sierpnia 1897 wspólnie z Piusem Przeździeckim, późniejszym generałem zakonu, złożył śluby uroczyste, natomiast 28 listopada tego samego roku otrzymał od bpa Henryka Kossowskiego święcenia diakonatu. 8 maja 1898 ordynariusz kujawsko-kaliski Kazimierz Bereśniewicz udzielił mu święceń prezbiteratu.
Bezpośrednio po święceniach przez 10 lat pracował na Jasnej Górze. Był między innymi magistrem nowicjatu i prokuratorem. W 1908 przeniesiony został do klasztoru paulinów na krakowskiej Skałce, gdzie od 1909 był podprzeorem, a w latach 1911–1914 przeorem klasztoru. W latach 1919–1923 pełnił funkcję przeora klasztoru paulinów w Leśnej Podlaskiej. Od 1933 przebywał ponownie na Jasnej Górze, gdzie od 1937 był drugim definitorem, a w latach 1943–1946 wikariuszem generalnym zakonu. Zmarł w Częstochowie 11 maja 1952 w wieku prawie 87 lat. Pochowany we wspólnym grobie paulińskim pod kaplicą Matki Boskiej Częstochowskiej. 

## Malarstwo
Od najmłodszych lat poświęcał się intensywnie pasji malarskiej. Będąc w seminarium, w czasie wakacji namalował obraz Maryi – kopię obrazu jasnogórskiego, umieszczony później w kaplicy seminaryjnej. Podczas swojej pracy na Skałce namalował obraz Wieczerzy Pańskiej o rozmiarach (3 × 2) m i umieścił go w prezbiterium kościoła (obecnie obraz znajduje się w klasztornym refektarzu). W Krakowie namalował jeszcze kilka obrazów do kościołów, między innymi w Dąbrowie Górniczej. Będąc w Leśnej Podlaskiej osobiście malował obrazy do ołtarzy oraz kopię cudownego Obrazu Matki Boskiej Leśniańskiej – oryginał został wywieziony z Leśnej po kasacie klasztoru przez władze rosyjskie w 1865. Znaną pracą której poświęcił dość sporo uwagi, była kopia obrazu jasnogórskiego zamówiona przez papieża Piusa XI do kaplicy w Castel Gandolfo. Obraz ten namalował na przełomie lat 1933–1934. Podczas pierwszego wspólnego spotkania papieża Franciszka z papieżem-seniorem Benedyktem XVI modlili się oni przed tym właśnie obrazem. 
Łącznie jest autorem około 200 obrazów, z czego ponad 30 to kopie obrazu jasnogórskiego. Oprócz nich malował inne obrazy o tematyce religijnej, wizerunki świętych oraz portrety papieży i znanych paulinów, między innymi o. Augustyna Kordeckiego. Jest również autorem własnego autoportretu, który przez długie lata eksponowany był w Muzeum 600-lecia Jasnej Góry.